# The Suburbs
The Suburbs ist das dritte Album der kanadischen Indie-Rock-Band Arcade Fire. Es erschien im August 2010 bei Merge Records in Amerika und über Mercury Records in Europa.

## Titelliste
1. The Suburbs – 5:14
2. Ready to Start – 4:15
3. Modern Man – 4:39
4. Rococo – 3:56
5. Empty Room – 2:51
6. City with No Children – 3:11
7. Half Light I – 4:13
8. Half Light II (No Celebration) – 4:25
9. Suburban War a – 4:45
10. Month of May – 3:50
11. Wasted Hours – 3:20
12. Deep Blue – 4:28
13. We Used to Wait – 5:01
14. Sprawl I (Flatland) – 2:54
15. Sprawl II (Mountains Beyond Mountains) – 5:25
16. The Suburbs (Continued) – 1:27

## Albumcover
Die CD-Version von The Suburbs ist mit acht verschiedenen Covern erhältlich. Sie ähneln sich alle im Aufbau; im Vordergrund unten ist jeweils ein Auto von hinten zu sehen und dahinter eine Szene aus einem Vorort (engl.: Suburb). Bei dem PKW handelt es sich um einen Mercedes-Benz der S-Klasse aus den siebziger Jahren (W116). In der oberen rechten Ecke prangt ein verhältnismäßig kleiner Schriftzug der Band; der Albumtitel ist hingegen überhaupt nicht auf der Vorderseite des Covers zu sehen.
Außerdem gibt es eine spezielle m4a-Version des Albums, welche die Band auf ihrer Webseite vertreibt und die man auch zusammen mit der LP-Version des Albums erhält. Bei dieser „Synchronised Artwork“ genannten Version enthält jedes Lied ein eigenes Cover, auf dem jeweils synchron der Liedtext sowie ein zum Kontext passender Link eingeblendet wird.

## Rezeption

### Kritiken
Nachdem schon die Vorgängeralben Funeral und Neon Bible von den Kritikern größtenteils sehr gelobt wurden, schließt The Suburbs nahtlos daran an. So schreibt etwa laut.de:

„Auch wenn Arcade Fire noch nie so reduziert und aufgeräumt klangen, erzeugen sie auf "The Suburbs" eine unfassbar dichte, wenngleich schwer greifbare Atmosphäre. Wer den funkensprühenden Facettenreichtum dieser verwunschenen Platte bei den ersten Annäherungsversuchen erfassen will, ist schlicht zum Scheitern verurteilt. […] diese einzigartige Symbiose aus lähmender Tristesse und mitreißender Euphorie verschlägt einem auch beim dritten Album die Sprache!“

Auch die internationalen Kritiken sind sehr positiv. Der NME vergleicht das Album mit Automatic for the People von R.E.M. hinsichtlich der Kombination von Massentauglichkeit und künstlerischer Ambition und vergibt 9 von 10 Punkten.
Bei Allmusic und der USA-Ausgabe der Rolling Stone erhält das Album vier von fünf Punkten, wurde ferner von der Zeitschrift zum 4. besten Album des Jahres 2010 gewählt; bei Pitchfork Media 8.6 von 10.

### Auszeichnungen bei Musikpreisen
Das Album gewann bei den Grammy Awards 2011 in der Kategorie Album of the Year. Zudem war es für das Best Alternative Music Album und Best Rock Performance by a Duo or Group with Vocal nominiert. Bei den Juno Awards 2011 wurde das Album als Album of the Year und als Alternative Album of the Year ausgezeichnet.
Zudem taucht das Album in vielen Jahresbestenlisten für 2010 auf; unter anderem bei Pitchfork auf Platz 11 oder beim Rolling Stone Magazine auf Platz 4. In einer Rückschau auf Plattentests.de wird The Suburbs gar sowohl von Lesern als auch der Redaktion auf Platz 1 der Alben 2010 gesehen.

## Kommerzieller Erfolg

### Chartplatzierungen
| ChartsChartplatzierungen       | Höchstplatzierung | Wochen |
| ------------------------------ | ----------------- | ------ |
| Deutschland (GfK)              | 4 (12 Wo.)        | 12     |
| Kanada (MC)                    | 1 (23 Wo.)        | 23     |
| Österreich (Ö3)                | 10 (12 Wo.)       | 12     |
| Schweiz (IFPI)                 | 3 (14 Wo.)        | 14     |
| Vereinigte Staaten (Billboard) | 1 (52 Wo.)        | 52     |
| Vereinigtes Königreich (OCC)   | 1 (39 Wo.)        | 39     |

| ChartsJahrescharts (2010)      | Platzierung |
| ------------------------------ | ----------- |
| Vereinigte Staaten (Billboard) | 80          |
| Vereinigtes Königreich (OCC)   | 57          |

### Auszeichnungen für Musikverkäufe
| Land/Region                  | Auszeichnungen für Musikverkäufe (Land/Region, Auszeichnung, Verkäufe) | Verkäufe  |
| ---------------------------- | ---------------------------------------------------------------------- | --------- |
| Australien (ARIA)            | Gold                                                                   | 35.000    |
| Belgien (BRMA)               | Gold                                                                   | 15.000    |
| Dänemark (IFPI)              | Gold                                                                   | 10.000    |
| Frankreich (SNEP)            | Gold                                                                   | 50.000    |
| Europa (Impala)              | Gold                                                                   | (75.000)  |
| Irland (IRMA)                | Platin                                                                 | 15.000    |
| Kanada (MC)                  | 3× Platin                                                              | 240.000   |
| Neuseeland (RMNZ)            | Gold                                                                   | 7.500     |
| Portugal (AFP)               | Platin                                                                 | 15.000    |
| Spanien (Promusicae)         | Gold                                                                   | 30.000    |
| Vereinigte Staaten (RIAA)    | Gold                                                                   | 500.000   |
| Vereinigtes Königreich (BPI) | Platin                                                                 | 600.000   |
| Insgesamt                    | 8× Gold · 6× Platin ·                                                  | 1.517.500 |